# Metroid Prime 4: Beyond
Metroid Prime 4: Beyond is een actie-avonturenspel voor de Nintendo Switch dat wordt ontwikkeld door Retro Studios en uitgegeven door Nintendo. Het computerspel is onderdeel van de Metroid-serie en opvolger van Metroid Prime 3: Corruption.
Het spel is aangekondigd tijdens de E3 in 2017 en werd aanvankelijk ontwikkeld door Bandai Namco. Door tegenvallende resultaten is de ontwikkeling begin 2019 opnieuw gestart door Retro Studios. Tijdens de Nintendo Direct van 18 juni 2024 werden de eerste bewegende beelden van de game getoond. Tevens werd bekend dat de game naar verwachting in 2025 op de markt komt.